# Servais-Théodore Pinckaers
Servais-Théodore Pinckaers OP (Liegi, 30 ottobre 1925 – Friburgo, 7 aprile 2008) è stato un teologo moralista belga, prete cattolico e membro dell’Ordine Domenicano (Ordine dei predicatori).
Egli ha avuto un impatto importante sul rinnovamento di un approccio teologico e cristologico all'etica cristiana.

## Biografia
Servais Theodore Pinckaers nacque a Liegi (Belgio) nel 1925 ed è cresciuto nella città di Wonck (attualmente nel comune di Bassenge) nella regione belga della Vallonia.
Entrò nell'Ordine Domenicano nel 1945. Fece i suoi studi nella Studium domenicano de la Sarte (Huy) in Belgio, dove ottenne la licenza in Teologia (1952) sotto la Direzione di Jérôme Hamer, attraverso una tesina intitolata «Le surnaturel chez Henri de Lubac» (Il soprannaturale in Henri de Lubac). Continuò i suoi studi di dottorato nella Pontificia Università San Tommaso d'Aquino (l'Angelicum) seguendo corsi di professori eminenti come Reginaldo Garrigou-Lagrange, Paul Philippe e Mario Luigi Ciappi. La sua tesi, redatta sotto la direzione di fr. Louis-Bertrand Gillon, è uno studio teologico medievale sulla speranza, intitolata «La vertu d'espérance de Pierre Lombard à saint Thomas» (La virtù della speranza da Pietro Lombardo a san Tommaso) (1954).
Finiti i suoi studi Pinckaers ritorna allo Studium Domenicano de La Sarte per insegnare teologia morale. Qui vivrà dal 1954 al 1965 (egli era a La Sarte quando nel 1958 uno dei confratelli della comunità, Dominique Pire, ricevette il Premio Nobel per la Pace grazie al suo lavoro con i rifugiati europei della guerra). Fu là che il P. Pinckaers cominciò a rinnovare la concezione della teologia morale anticipando di diversi anni quello che sarà l'appello del Concilio Vaticano II. I frutti del suo lavoro pubblicato prima in diversi articoli sparsi, furono in seguito raccolti nel suo studio innovatore Le renouveau de la morale (Il Rinnovo della Morale, 1964; con la prefazione di Marie-Dominique Chenu). Fu a La Sarte che redasse l'analisi testuale e il Commento dalle Questioni 6 a 21 della Prima Secundae (ossia il Trattato degli atti umani di San Tommaso d'Aquino) per l'edizione bilingue (latino e francese) della Somma Teologica nella Revue des Jeunes (Rivista dei Giovani) (dal 1961 al 1965). Il P. Pinckaers fa riferimento a questo periodo a La Sarte, sia da studente e in seguito come professore, come al momento in cui mette in opera le idee che presenterà e svilupperà in seguito nelle sue opere.  I suoi principali concetti sono: 1) Il Primato della Parola di Dio, in quanto Parola viva che si rivolge ad ogni generazione e sorpassa ogni semplice parola umana; 2) l'importanza fondamentale dei Padri della Chiesa, studiando specialmente sant'Agostino; 3) il valore duraturo e sempre attuale del metodo e delle idee di San Tommaso..
Dopo la chiusura dello Studium di la Sarte (Huy) nel 1965, il P. Pinckaers visse nel convento domenicano di Liegi dove ricoprirà un incarico pastorale per i successivi otto anni; questa esperienza diede forma alle questioni pastorali espresse in seguito in molte sue opere.
Nel 1975 fu chiamato ad insegnare alla cattedra di Teologia Morale Fondamentale in lingua francese all'Università di Friburgo (Svizzera) dove insegnò per 25 anni. Come professore emerito continuò a vivere a Friburgo, con residenza nel convento domenicano internazionale Albertinum sino al suo decesso il 7 aprile 2008. Aveva ottantadue anni.

## Opera
Il P. Pinckaers ha lavorato con la finalità di esporre una visione completa della teologia cattolica. Ha dimostrato che la "dipartimentalizzazione" accademica delle discipline teologali rischia di falsificare la natura della teologia. Egli fa appello al modello di San Tommaso d'Aquino,  utilizzando come fonti sia la Bibbia, la Patristica, il Magistero e il pensiero contemporaneo. In questo modo il P. Pinckaers ha avanzato la necessità di una interconnessione delle prospettive filosofiche, morali, spirituali, e teologiche al fine di dare giustizia: all'agire umano e alla interazione fra natura e grazia; alla legge e alla prudenza; alla interazione umana e divina nella ricerca della felicità e della gioia cristiana. I suoi 26 libri e i più dei 300 articoli trattano dell'agire cristiano nella sua completezza e complessità, e sono rivolti sia ad un pubblico accademico che popolare.
La sua opera più conosciuta è Les sources de la morale chrétienne (1985), (Le fonti della Morale Cristiana), tradotto in numerose lingue. Le sue opere più accademiche includono sia numerosi articoli (pubblicati in numerose riviste come Nova et Vetera e la Revue thomiste) sia i seguenti libri: Ce qu'on ne peut jamais faire. La question des actes intrinsèquement mauvais: Histoire et discussion (1986) ; L'Evangile et la morale (1991); La morale catholique (1991) ; et La vie selon l'Esprit: Essai de théologie spirituelle selon saint Paul et saint Thomas d'Aquin (1996).
Nel 2001 completa una nuova analisi testuale e un nuovo commento delle prime cinque questioni della Prima Secundae (ossia il trattato di S. Tommaso d'Aquino sulla felicità) per la seconda edizione bilingue della Somma Teologica edito dalla Revue des Jeunes.
Tra le sue opere popolari, possiamo citare un numero ancora maggiore rispetto a quelli accademici, (soprattutto nei giornali Sources et Kerit) ma anche i seguenti libri: La faim de l'Evangile (1977), La quête du Bonheur (1979), La justice évangélique (1986), La prière chrétienne (1989), La grâce de Marie. Commentaire de l'Ave Maria (1989), Un grand chant d'amour. La Passion selon saint Matthieu (1997), e A l'école de l'admiration (2001).
In seguito ad un periodo di inattività dovuta al suo stato di salute in seguito ad una crisi cardiaca, il P. Pinckaers redige A la découverte de Dieu dans les Confessions (2002),(Alla scoperta di Dio nelle Confessioni), il primo di due volumi di uno studio del pensiero di Sant'Agostino il cui titolo generale era: En promenade avec saint Augustin.  (Passeggiando con Sant'Agostino). Il secondo volume è in arrivo. Pubblica anche Plaidoyer pour la vertu (2007), che ha ricevuto una menzione speciale durante la concessione del Premio Cattolico della Letteratura per l'anno 2007. Durante l'ultimo anno della sua vita il P. Pinckaers preparerà numerose opere per la pubblicazione, tra i quali Passions et vertu (2009).

## Servizi e onori
Servais Pinckaers è stato membro di numerose Commissioni Romane, compresa la Commissione della redazione del Catechismo della Chiesa Cattolica e della Commissione preparatoria dell'Enciclica Veritatis Splendor. Dal 1989 al 2005 era membro della Commissione Teologica Internazionale. Nel 1990, è stato nominato Magister de Sacra Theologia, l'onore accademico più alto rilasciato dall'Ordine Domenicano. Nel 2000 ha ricevuto un dottorato  « honoris causa » in  « 'Teologia del Matrimonio e della famiglia» da parte dell'Università Pontificia Lateranense.

## Vista d'insieme
- 1925. nato a Liegi, Belgio (il 30 ottobre). Cresciuto nel paese di Wonck (attualmente nel Comune di Bassenge) nella regione belga della Vallonia. Entrato nell'Ordine Domenicano (dopo aver studiato un anno nel seminario diocesano).
- 1946-1952. Studiata la filosofia e la teologia nello Studium dominicano di La Sarte, Huy, in Belgio.
- 1951-52. Licenza in Sacra Teologia Licence en théologie sacrée (S.T.L.), sotto la direzione di Jérôme Hamer, la sua tesina era intitolata  « Le surnaturel chez Henri de Lubac » (La Sarte: S.T.L. tesina, 1952).
- 1951 (il 26 marzo, lunedì di Pasqua). Ordinato prete nel convento domenicano di La Sarte.
- 1952-1954. Stin Sacra Teologia all'Pontificia Università San Tommaso d'Aquino (Angelicum) a Roma. Ha seguito corsi di professori eminenti come Réginald Garrigou-Lagrange, Paul Philippe e Mario Luigi Ciappi.
- 1954. Finita la sua tesi, redatta sotto la direzione di fr. Louis-Bertrand Gillon con uno studio teologico medioevale sulla speranza « La vertu d'espérance de Pierre Lombard à saint Thomas ».
- 1954-1965. Professore di teologia Morale, Studium domenicano a La Sarte, Huy, Belgio.
- 1965-1972. Ministero Pastorale (predicazione e direzione spirituale) nel convento domenicano di Liegi, Belgio.
  - Priore del convento dal 1966 al 1972.
- 1972-1973. Professore straordinario alla facoltà Pontificia di Teologia, Università di Friburgo, (CH).
- 1973-1975. Ministero pastorale nel convento domenicano di Liegi.
- 1975-1997. Professore di Teologia morale fondamentale alla facoltà pontificia di Teologia, Università di Friburgo (CH).
- 1975. Cofondatore di Sources, con Guy Bedouelle, Georges Cardinal Cottier, Raphaël Oechslin.[2].
- 1983-1990 e 1996-1999. Priorie dell'Albertinum.
- 1989-1991. Decano della Facoltà di Teologia, Università di Friburgo (CH)
- 1989-2005. Consultore alla Congregazione per l'educazione Cattolica (nominato dal papa Giovanni Paolo II, giugno 1989).
  - Membro della Commissione della redazione del Catechismo della Chiesa Cattolica (1992), contributo alla sezione morale.
  - Membro della Commissione preparatoria per l'Enciclica Veritatis Splendor (1993).
- 1990. Nominato Magister de Sacra Theologia (l'onore accademico più alto rilasciato dall'Ordine Domenicano).
- 1990. Festschrift per il suo sessantacinquesimo compleanno , Novitas et Veritas Vitae: Aux sources du renouveau de la morale chrétienne (edito da Carlos-Josaphat Pinto de Oliveira, OP, Fribourg/Paris: Ed. Universitaires/Cerf, 1991).
- 1992-1997. Membro della Commissione Teologica internazionale, Città del Vaticano.
- 1996. Lezione d'addio, Università di Friburgo (20 giugno).
  - Come professore emerito, ha continuato ad insegnare all'università sino all'arrivo del suo successore Jean-Louis Bruguès, O.P. attualmente arcivescovo e segretario della Congregazione per l'educazione cattolica che ha preso la cattedra nell'autunno del 1997.
  - 2000. Dottorato « honoris causa » in « Teologia del matrimonio e della famiglia» dell'Pontificia Università Lateranense (in presenza del Cardinale Camillo Ruini, Gran Cancelliere dell'Università e del Cardinale Angelo Sodano, Segretario di Stato Vaticano).
- 2005. Colloquio per l'80º compleanno del P. Pinckaers. Festschrift: Renouveler toutes choses en Christ. Vers un renouveau thomiste de la théologie morale. Hommage à Servais Pinckaers, OP (éd. Michael Sherwin, OP, et Craig Steven Titus, Fribourg: Academic Press, 2009).

## Opere

### Libri
1. Notes et appendices de : S. Thomas d'Aquin, Les actes humains (Somme théologique, Ia–IIae, qq. 6-17), vol. I. Editions de La Revue des jeunes, Paris, Cerf, 1961.
2. Le renouveau de la morale. Etudes pour une morale fidèle à ses sources et à sa mission présente, Préface par M. D. Chenu, Tournai, Casterman, 1964.
  1. Traduzione italiana: Il rinnovamento della morale. Studi per una morale fedele alle sue fonti e alla sua missione attuale, Torino, Borla, 1968.
  2. Traduzione spagnola : La renovación de la moral. Estudios para une moral fiel a sus fuentes y a su cometido actuel, Estella, Verbo Divino, 1971.
3. Traduction et commentaires de: S. Thomas d'Aquin, Les actes humains (Ia–IIae, qq. 18-21), vol. II. Editions de La Revue des jeunes, Paris, Cerf, 1965.
4. La faim de l'Evangile, Paris, Paris, Téqui, 1977.
  1. Traduzione italiana: La via della felicità. Alla riscoperta del Discorso della montagna (trad. di Agostino Donà), Milano, Edizioni Ares, 1997, sezione II.
5. La quête du bonheur, Paris, Téqui, 1979.
  1. Traduzione italiana: La via della felicità. Alla riscoperta del Discorso della montagna (trad. di Agostino Donà), Milano, Edizioni Ares, 1997, sezione I.
  2. Traduzione inglese : The Pursuit of Happiness—God's Way: Living the Beatitudes, New York, Alba House, 1998.
  3. Traduzione polacca: Szczęście Odnalezione (trad. Piotr Siejkowski), Poznan, « W drodze », 1998.
6. La Morale: somma di doveri? legge d'amore?  (trad. P. Cozzupoli), Roma, Edizioni « La Guglia », 1982.
7. Les sources de la morale chrétienne. Sa méthode, son contenu, son histoire, Fribourg, Editions Universitaires, 1985/19933.
  1. Traduzione italiana: Le fonti della morale cristiana. Metodo, contenuto, storia (trad. di Maria Cristina Casezza), Milano, Edizioni Ares, 1985.
  2. Traduzione spagnola: Las fuentes de la moral cristiana (trad. Juan José Garcia Norro), Pamplona, UNSA, 1988/20002.
  3. Traduzione polacca: Źrόdła moralności chrześcijańskiej (prefazione di Wojciech Giertych ; trad. Agnieska Kuryś), Posnan, « W drodze », 1994.
  4. Traduzione inglese: The Sources of Christian Ethics, (trad. di M. T. Noble), Washington, D.C., The Catholic University of America Press, 1995.
8. La justice évangélique, Paris, Téqui, 1986.
9. Ce qu'on ne peut jamais faire. La question des actes intrinsèquement mauvais. Histoire et discussion, Fribourg, Editions Universitaires, 1986.
  1. Traduzione inglese de ch. II : « A Historical Perspective on Intrinsically Evil Acts [1982] », ch. 11, dans : The Pinckaers Reader, p. 185-235.)
10. La prière chrétienne, Fribourg, Editions Universitaires, 1989.
11. La grâce de Marie. Commentaire de l'Ave Maria, Paris, Médiaspaul, 1989.
12. L'Evangile et la morale, Fribourg, Editions Universitaires, 1989.
  1. Traduzione italiana: La Parola e la coscienza, Torino, Società editrice internazionale, 1991.
  2. Traduzione spagnola: El Evangelio y la Moral, Barcelone, Eiunsa, 1992.
13. La morale catholique, Paris, Cerf, 1991.
  1. Traduzione italiana: La morale cattolica (trad. Maria Pia Ghielmi), Torino, Edizioni paoline, 1993.
  2. Traduzione inglese: Morality: The Catholic View (prefazione di Alasdair MacIntyre; trad. Michael Sherwin, o.p.), South Bend, Ind., St. Augustine's Press, 2001/20032.
  3. Traduzione spagnola: La moral católica (trad. Mercedes Villar), Madrid, Ediciones Rialp, 2001.
  4. Traduzione tedesca: Christus und das Glück. Grundriss der christlichen Ethik, Prefazione di Alasdair MacIntyre, trad. Tobias Hoffmann, Göttingen, Vandenhoeck & Ruprecht, 2004.
14. Pour une lecture de Veritatis splendor, Paris, Cahiers de l'Ecole Cathédrale, Mame, 1995.
  1. Traduction espagnole : Para leer la Veritatis Splendor¸ Madrid, Rialp, 1996.
  2. Traduction anglaise : « An Encyclical for the Future: Veritatis splendor », dans : Veritatis Splendor and the Renewal of Moral Theology (J. A. DiNoia and Romanus Cessario, éd.), Chicago: Scepter, 1999.)
15. La vie selon l'Esprit. Essai de théologie spirituelle selon saint Paul et saint Thomas d'Aquin, Luxembourg, Saint-Paul, 1996.
  1. Traduzione italiana: La Vita spirituale del cristiano. Secondo san Paolo e san Tommaso d'Aquino, Milano, Jaca Book, 1995.
  2. Traduzione croata : O duhovnom životu. Pavlov i Tomin nauk, (trad. Tin Šipoš), Zagreb, Kršćanska sadašnjost, 2000.
16. Un grand chant d'amour. La Passion selon saint Matthieu, Saint-Maur, Parole et Silence, 1997.
17. Au Cœur de l'évangile, le « Notre Père » , Saint-Maur, Parole et Silence, 1999.
18. La Spiritualité du martyre, Versailles, Editions Saint-Paul, 2000.
19. A l'école de l'admiration, Versailles, Editions Saint-Paul, 2001.
20. Traduction et commentaire de : S. Thomas d'Aquin, La béatitude (Somme théologique, Ia–IIae, qq. 1–5) , Editions de La Revue des jeunes, Paris, Cerf, 2001.
21. En Promenade avec saint Augustin. A la découverte de Dieu dans les Confessions, Paris, Parole et Silence, 2002.
22. The Pinckaers Reader: Renewing Thomistic Moral Theology (J. Berkman et C. S. Titus, éd.), Washington, D.C., The Catholic University of America Press, 2005.
23. Plaidoyeur pour la vertu, Paris, Parole et Silence, 2007.
24. Passions et vertu, Paris, Parole et Silence, 2009.
25. En Promenade avec saint Augustin. De Trinitate. Volume 2. Parole et Silence, prossima apparizione.
26. L'attrait de la parole: sur les chemins de la morale chrétienne. Parole et Silence, prossima apparizione.

### Articoli (una selezione dal 1990)
- « Les passions et la morale », RSPT 1990, p. 379–91.
  - (trad. : « Reappropriating Aquinas' Account of the Passions [1990] », cap. 13, in : The Pinckaers Reader, p. 273-87.)
- « La méthode théologique et la morale contemporaine », Seminarium 29:2, 1991, p. 313–27.
- « La vive flamme d'amour chez S.Jean de la Croix et S. Thomas d'Aquin », Carmel 63:4, 1991, p. 3–21.
- « L'instinct et l'Esprit au coeur de l'éthique chrétienne », in : Novitas et Veritas vitae. Aux sources du renouveau de la morale chrétienne (C. J. Pinto de Oliveira, éd.), Fribourg, 1991, p. 213-23.
  - (trad. : « Morality and the Movement of the Holy Spirit : Aquinas's Doctrine of Instinctus [1991] », cap. 20, in : The Pinckaers Reader, p. 385-95.)
- « Nature-surnature chez Saint Thomas d'Aquin », dans : Ethique et natures (E. Fuchs et M. Hunyadi, éd.), Geneva, Fides et labor, 1992, p. 19-28.
  - (trad. : « Aquinas on Nature and the Supernatural [1992] », cap. 18, in : The Pinckaers Reader, p. 359-68.
- « La voie spirituelle du bonheur », in : Ordo sapientiae et amoris (C. J. Pinto de Oliveira, éd.), 1993.
  - (trad. : « Aquinas's Pursuit of Beatitude: From the Commentary on the Sentences to the Summa Theologiae  », cap. 6, in : The Pinckaers Reader, 2005, p. 93-114.
- « L'enseignement de la théologie morale et saint Thomas », in : Saint Thomas au XXe siècle. Actes du colloque du centenaire de la Revue thomiste, Paris, Saint-Paul, 1993.
- « La conscience et l'erreur », Communio 18, luglio 1993, p. 23–35.
- « L'Enseignement de la théologie morale à Fribourg », Revue Thomiste, 93, 1993, p. 430–42.
  - (trad. : « Dominican Moral Theology in the 20th Century [1993] », cap. 5, in : The Pinckaers Reader, p. 73-89.)
- « Redécouvrir la vertu », Sapientia 51, 1996, p. 151–63.
  - (trad. : « The Role of Virtue in Moral Theology [1996] », cap. 14, in : The Pinckaers Reader, p. 288-303.)
- « Les anges, garants de l'expérience spirituelle selon saint Thomas », Rivista teologica di Lugano 1, 1996, p. 179–91.
- « Linee per un rinnovamento evangelico della morale », Annales theologici 10, 1996, p. 3–68.
- « La Parole de Dieu et la morale », Le Supplément de la vie spirituelle 200, March 1997, p. 21–38.
- « Thérèse de l'Enfant Jésus, Docteur de l'Église », Revue Thomiste 97, luglio 1997, p. 512–24.
  - (trad. : « Thérèse of the Child Jesus, Doctor of the Church », Josephinum Journal of Theology 5 [Winter–Spring 1998]: 26–40.)
- « Morale humaine et morale chrétienne », Cahiers Saint-Dominique 250, December 1997, p. 15–24.
- « La Loi nouvelle, sommet de la morale chrétienne, selon l'encyclique ‘Veritatis splendor’ », dans : Gesu Cristo, Legge vivente e personale della Santa Chiesa. Atti del IX Colloquio Internazionale di Teologia di Lugano, Lugano, 1996.
  - (trad. : « The New Law in ‘Veritatis splendor’ », Josephinum Journal of Theology 3 [1996].)
- « Conscience and the Virtue of Prudence », in : Crisis of Conscience (John Haas, éd.), New York, 1996.
  - (trad. : « Conscience and the Virtue of Prudence [1996] », cap. 17, in : The Pinckaers Reader, p. 342-55.)
- « La defense par Capreolus de la doctrine de S. Thomas sur les vertus », in : Jean Capreolus et son temps, Paris: Cerf, 1997.
  - (trad. : « Capreolus' Defense of Aquinas: A Medieval Debate about the Virtues and Gifts [1997] », cap. 15, in : The Pinckaers Reader, p. 304-320.)
- « Entretien avec le Père Servais Pinckaers », Montmarte Giugno-luglio 1998, p. 21–24.
- « The Desire for Happiness as a Way to God », Maynooth University Record, 1998. p. 33-48.
  - (trad. : « Beatitude and the Beatitudes in Aquinas's Summa Theologiae [1998] », cap. 7, in : The Pinckaers Reader, p. 115-29.)
- « Le retour de la Loi nouvelle en morale », dans : Praedicando et docendo: Mélanges offerts au Père Liam Walsh (B. Hallensleben et G. Vergauwen, éd.), Fribourg, Editions Universitaires, 1998, 281–93.
  - (trad. : « The Return of the New Law to Moral Theology [1998] », The Irish Theological Quarterly, 64, 1999, p. 3–15, cap. 18, in : The Pinckaers Reader, p. 369-84.)
- « Le désir de bonheur et Dieu », in : Dieu, la bonne nouvelle (Commissione Teologica Internazionale ed.) Paris, Les éditions du cerf, 1999, p. 21-28.
- « L'expérience de Dieu dans la vie chrétienne », in : Dieu, la bonne nouvelle  (Commissione Teologica Internazionale ed.) Paris, Les éditions du cerf, 1999, p. 107-21.
- « The Place of Philosophy in Moral Theology », L'Osservatore Romano, giugno 16, 1999, 14–15.
  - (versione più sviluppata). : « The Place of Philosophy in Moral Theology », in : Faith and Reason (Timothy L. Smith, éd.) South Bend, Ind., St. Augustine Press, 2001, p. 10–20 ; et cap. 4, in : The Pinckaers Reader, p. 64-72.)
- « My Sources », Communio 26, 1999, p. 913-15.
- « La morale et l'Eglise Corps du Christ », Revue Thomiste, 100, 2000, p. 239–58.

(trad. : « The Body of Christ. The Eucharistic and Ecclesial Context of Aquinas's Ethics [2000] », cap. 2, in : The Pinckaers Reader, p. 26-45.)
- « The Sources of the Ethics of St. Thomas Aquinas », in : The Ethics of St. Thomas Aquinas (Stephen J. Pope, éd.), Washington, D.C.: Georgetown University Press, 2002, p. 17-29.

## Omaggi
- "Hommage au Père Servais-Théodore Pinckaers, OP: The Significance of His Work," Archiviato il 29 luglio 2007 in Internet Archive. di Romanus Cessario, OP, Nova et Vetera, 5, no. 1 (2007): 1-16. (PDF)
- "Fribourg: Décès du dominicain Servais Pinckaers, ancien doyen de la Faculté de théologie," APIC-International Catholic Press Service.
- "In memoriam: Père Théodore-Servais Pinckaers O.P.," University of Fribourg.
- "Introduction to the Pinckaers Reader" (2005) di John Berkman.
- The Thomist, volume honoring the work of S. Pinckaers (2009, prossima apparizione).
- Nova et Vetera (English Edition), articoli in omaggio all'opera del P. Servais Pinckaers (2009, prossima apparizione)